# Robert Veyron-Lacroix
Robert Veyron-Lacroix   (París, 13 de desembre de 1922 - Garches, 2 d'abril de 1991) va ser un clavicembalista i pianista francès la carrera de la postguerra va ser definida per la seva col·laboració musical amb el cèlebre flautista francès Jean-Pierre Rampal.
Era fill d'un industrial i va revelar el seu talent a una edat primerenca. Va estudiar amb Marcel Samuel-Rousseau i Yves Nat al Conservatoire de París, guanyant primers premis per a piano, clavicèmbal, harmonia, contrapunt, acompanyament, solfeig i teoria.

## Carrera
Va debutar a la Ràdio Francesa el 1949 i va exercir una carrera com a solista, tant en música de cambra com amb orquestres. Va ser intèrpret habitual de nombrosos festivals d'Europa i va recórrer Àfrica, Amèrica i l'Extrem Orient.
L'assegurança tècnica i la confidencialitat de Veyron-Lacroix van ajudar a crear una associació gratificant en els immediats anys de la postguerra amb Jean-Pierre Rampal. Des del seu primer gran recital públic junt a la Sala Gaveau de París, el 1949, en un moment en què els concerts sencers per a flauta i piano no eren de moda, van passar a actuar junts al món durant més de trenta anys i van guanyar molts premis pels seus enregistraments. A principis dels anys vuitanta, a causa de la seva mala salut, Veyron-Lacroix es va retirar de la seva associació i Rampal va crear un nou duet amb el pianista nord-americà John Steele Ritter.
Va crear moltes obres contemporànies, com ara Concerto pour clavecin et orquestra de Jean Françaix, concerts de Jean-Michel Damase i Darius Milhaud, una sonata per a flauta i piano d'André Jolivet, i peces de Maurice Ohana, Jacques Charpentier i Tony Aubin.

## Ensenyament
Va ensenyar a la Schola Cantorum de París a partir del 1956 i a l'"Académie international d'été" de Niça a partir del 1959 i va ser professor al Conservatori de París de 1967 a 1988. El 1955 va publicar un llibre titulat Recherche de musique ancienne.

## Enregistraments i premis
Els enregistraments de Veyron-Lacroix inclouen música de teclat Bach, concerts de teclat de Haydn, sonates de teclat de Cimarosa, concert de clavicèmbal de Falla, de Poulenc els Concert Camperols i el Divertissement Op.6. de Roussel Els seus enregistraments en solitari van guanyar el Grand Prix du Disque els anys 1954, 1955, 1960, 1964 i 1965. També va enregistra obres antigues amb el català Jordi Savall.